# Lampsakos

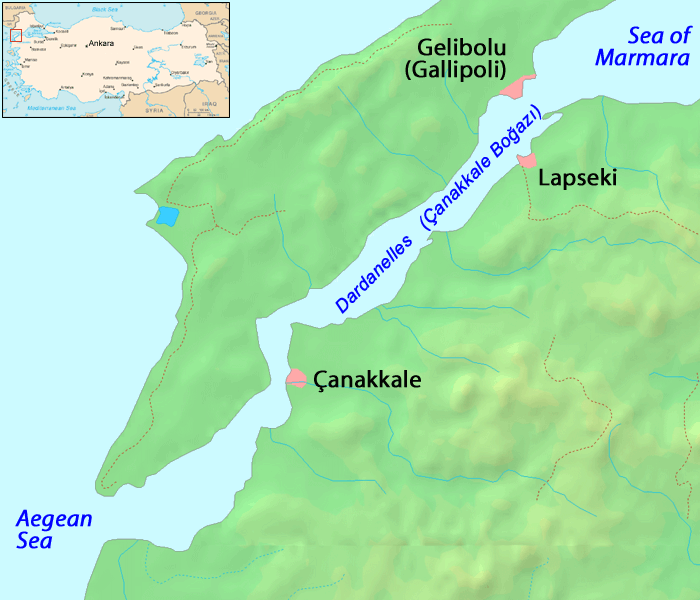
Det nuvarande Lapseki

Lampsakos (grekiska: Λαμψακος, latin: Lampsacus eller Lampsacum, i dag Lapseki) var under antiken en grekisk stad i Mysien i Mindre Asien, vid Hellesponten, mitt emot Gallipoli i Thrakien. Staden anlades av joner från Fokaia och Miletos. Lampsakos hade en god hamn, och trakten var ryktbar för sitt vin. I Lampsakos skall Priapos ha fötts, och hans kult hade därför sitt huvudsäte där.